# Herringsen
Herringsen, mundartl. Hiäringesen, ist ein Ortsteil von Bad Sassendorf im nordrhein-westfälischen Kreis Soest.

## Geografie
Herringsen liegt in der Gemeinde Bad Sassendorf, etwa 9 km südöstlich des Zentrums der Kreisstadt Soest. Es besteht aus einem kleinen Haufendorf mit den Einzelgehöften Herringser Höfe und der Ostheide. Der Ort liegt am südöstlichen Rand des Gemeindegebietes und grenzt an die Gemeinden Anröchte und Möhnesee. Vorhandene Obstbaumalleen und Gehölzanpflanzungen gliedern sich sehr gut in die umgebende Landschaft ein.

## Geschichte
Der Ort wird um 1280 als Herwardinchusen erstmals schriftlich erwähnt.
Herringsen ist Geburtsort des NS-Politikers Dietrich Klagges.
Vor der kommunalen Neugliederung gehörte der Ort zum Amt Lohne. 
Am 1. Juli 1969 wurde Herringsen durch § 7 Soest/Beckum-Gesetz nach Bad Sassendorf eingemeindet.

## Persönlichkeiten
- Emeliana Bürger (1907–1944), Steyler Missionsschwester und Märtyrin